# James D. Brush
James Dillion „Jim“ Brush Senior (* 28. September 1879 in New Lexington, Ohio; † 2. April 1966 in Phoenix, Arizona) war ein US-amerikanischer Politiker (Demokratische Partei).

## Werdegang
James Dillion Brush Senior kam 1917 nach Arizona und ließ sich dort in Phoenix (Maricopa County) nieder. Er betrieb dort fünf Jahre lang ein Lebensmittelgeschäft. Später arbeitete er in der Fahrerlaubnisbehörde vom Maricopa County. Brush war von 1939 bis 1941 als Maricopa County Assessor tätig. Er wurde zum State Treasurer von Arizona gewählt – ein Posten, welchen er von 1943 bis zum 11. Juni 1944 innehatte. Seine Amtszeit war vom Zweiten Weltkrieg überschattet. Brush wurde der Unterschlagung von öffentlichen Geldern während seiner Zeit als Maricopa County Assessor für schuldig befunden. Er wurde 1947 aus dem Arizona State Prison auf Bewährung entlassen. Im September 1962 feierte er mit seiner Ehefrau Catherine W. ihren 60. Hochzeitstag. Das Paar heiratete am 5. Oktober 1902 in New Straitsville (Ohio). Aus der Ehe ging ein Sohn namens James F. Brush hervor. Ihre Enkelkinder waren Grace Catherine Brush, William Brush und James D. Brush II. James Dillion Brush Senior verstarb am 2. April 1966 in seinem 87. Lebensjahr in einem Altersheim in Phoenix.
Seit 1920 war er und seine Familie in der Bethel Methodist Church in Phoenix aktiv.